# زبان خلجی
زبان خلجی یا خلچی یکی از زبان‌های ترکی است که توسط مردم خلج به کار می رفته است و تنها عضو خانواده آرغو از خانواده زبان‌های ترکی است ولی به شدت فارسیزه شده است. در حقیقت زبان خلجی ادامه گویش ترکی باستان آرغو است. خلج‌ها از آسیای میانه به سوی غرب آمدند و یکی از نخستین قبایل ترک بودند که از آمودریا گذشتند و روانه مناطق غربی شدند. بیشتر در غزنین افغانستان و استان مرکزی ایران سکنی گزیدند.
نشانه‌های تاریخی نشان می‌دهند که خلج‌ها احتمال دارد در اصل مردمی آریایی‌نژاد و گروهی از سکاها بوده‌ باشند که در آسیای میانه، ترک‌زبان شده‌اند. مردم خلج از نظر فرهنگی ایرانی محسوب می‌شوند. امروزه زبان خلجی در معرض انقراض قرار دارد و جای خود را بین نسل جدید خلجی‌ها به فارسی داده‌است. نسل جدید تنها در حد درک مطلب با این زبان آشنائی دارند و دیگر در میان خود از این زبان استفاده نمی‌کنند. بر اساس آمار سایت اتنولوگ در سال ۲۰۰۰ میلادی تعداد گویش وران زبان خلجی در ایران ۴۲٫۱۰۰ نفر بوده است. 
فرهنگ و زبان خلجی به سرعت رو به انقراض است. تعداد گویش‌وران این زبان، هر سال کمتر می‌شود. ‌ در سال ۱۳۴۸ حدود ۴۲ هزار نفر با زبان خلجی صحبت می‌کردند، اما در سال ۱۳۹۸ تعداد گویش‌وران این زبان به ۱۹ هزار نفر کاهش یافته است. وقتی زبان منقرض شود فرهنگ و آداب و رسوم هم از بین می‌رود. زوج‌های جوان به‌دلیل علاقه‌مند نبودن به زبان مادری خود، زبان خلجی را به فرزندان خود منتقل نمی‌کنند. یعنی بیشتر خلج‌زبانان زیر ۳۰ سال تمایلی ندارند که به فرزندان خود زبان خلجی بیاموزند. بر اساس تحقیقات انجام شده، از هر ۱۰۰ خانواده فقط ۵ خانواده به کودکان خود زبان خلجی می‌آموزند و کودکان آنها موفق به یادگیری گویش زبان خلجی می‌شوند. اکنون نیز در هیچ جای دنیا جز خلجستان قم دیگر خلج نیست. ریشه خلج‌ها و وطن اصلی خلج‌ها در سده ۵ میلادی در دره «چو» در منطقه‌ای با عنوان بالاساقون قرقیزستان بود. آن طور که پروفسور دورفر گفته، خلج‌ها آخرین بازماندگان آرقوها هستند. در زمان صفویه هم خلج‌ها در قم بودند و حتی گفته می‌شود اینها از بازماندگان سلجوقی هستند.
در 26 اسفند 1402 زبان خلجی در فهرست میراث ناملموس ملی ثبت شد.

## ویژگی‌های زبان خلجی
به نظر پروفسور گرهارد دورفر (Gerhard Doerfer) مهم‌ترین ویژگی زبان ترکی خلجی در آن است که بسیاری از ویژگی‌های ترکی باستان را در آواها حفظ کرده‌است، به‌عنوان مثال حرف «ه» که از دوران نیاتُرکی (پروتوترک) باقی‌مانده و در گذشته هم «پ» بوده است. بنابراین ترکی خلج از ترکی قدیم یعنی زبان گوک‌ترک‌ها که در کتیبهٔ ارخون باقی‌مانده‌است، قدیمی‌تر است. همچنین پروفسور دورفر با مشاهدهٔ پاره‌ای ویژگی‌های مشترک ترکی خلجی و ترکی قدیم آرغو به این نتیجه رسیده‌است که خلج‌های مرکز ایران فرزندان همان آرغوها هستند.
ویژگی‌های این زبان بدین صورت است:
۱. صدای(د)به مشابه ترکی باستانی در ترکی خلجی نیز باقی‌مانده و به (ی) تبدیل نشده؛ مانند:هاداق (آیاق=پا)/ هادوری (آیری=جدا)/ اودانماق (اویانماق= بیدار شدن). این عدم تغییر در صدا در زبانهای ترکی موجود فقط در ترکی تووا در جنوب سیبری باقی‌مانده‌است.
۲. حرف (ی) در بیشتر کلمات باقی‌مانده و از بین نرفته‌است؛ مانند: ییل(ایل=سال)، یپلیک (ایپلیک = طناب).
۳. حروف (ق) و (گ) مانند گذشته باقی‌مانده‌اند و از بین نرفته‌اند؛ مانند: سیچقان (سیچان = موش)، تاووشقان /تؤوشقان (دؤوشان = خرگوش)، یونگ (یون = پشم)، قیسقه (قیسسا = کوتاه)، کورگئگ (کوره ک = پارو).
۴. در انتهای بسیاری از کلمات هنوز کسره و فتحه استفاده می‌شود و به (ایی) تغییر نکرده‌است؛ مانند: تیشه (دیشی = مونث)، تره (دری = پوست) آلتا (آلتی = شش).
۵. در ترکی خلجی به جای کلمه (دییل یا دییر) به معنای (نیست) مانند ترکی قدیم از کلمه (داغ یا دَق) استفاده می‌شود.
۶. صامتها (کوتاه، بلند، دیفتونگ) هنوز به شکل ترکی باستانی باقی‌مانده، در حالی که در بیشتر زبانهای ترکی این صامت‌ها کوتا یا نسبت به قبل کوتاه‌تر شده‌اند؛ مانند:اوون (اون = دَه)، هئو (ائو= خانه) کؤز (گؤز = چشم)، قول (قُل = بازو)، یورقان (یُرقان = لحاف).
۷. «ه» اول کلمات از دوران ترکی مادر (قبل از ترکی قدیم قرون ۷-۶م) باقی‌مانده، در حالی که در سایر زبانهای ترکی بسیار نادر است؛ به‌طورمثال هاز(آز = کم)، هاقاچ (آقاج = درخت)، هوزوم (اؤزؤم = انگور)، هئو (اِئو = خانه)، هوچاق (اوجاق)، هتک (اتک = دامن).
۸. حرف(ک)نیز در اول بسیاری از کلمات باقی‌مانده و به (گ)تبدیل نگردیده‌است؛ مانند:کؤن / کین (گؤن=آفتاب، روز)، کئچه (گئجه = شب)، کؤرمک (گؤرمک = دیدن)، کؤز/کئز (گؤز=چشم).
۹. دیگر ویژگی زبان خلجی وجود حرف (ت) در اول کلمات به جای حرف (د) است؛ مانند:تیل (دیل = زبان)، تیش (دیش = دندان) تؤش (دوش = سینه)، تیرناق (دیرناق = ناخن)، تیز (دیز= زانو)، تؤرت (دؤرت=چهار).
۱۰. در وسط کلمات حرف (غ) به صورت (ق) تلفظ می‌شود؛ مانند:بوقاز (بوغاز= گلو).
۱۱. کلماتی که در ترکی آذربایجانی به (خ) ختم می‌شوند، در خلجی به (ق) ختم می‌شوند؛ مانند: توق (توخ = سیر)، قولاق (قولاخ = گوش)، بارماق (بارماخ = انگشت)، تورپاق (تورباخ = خاک)، اوزاق (اوزاخ = دور).
۱۲. در ترکی خلجی پسوند مفعولٌ عنه (از) مانند ترکی قدیم (دا) یا (ده) است، در حالی‌که در ترکی امروزی، (دان) و (دن) است؛ مثال: بیز او بؤز سودا ایچتیک. (ما از آن آب خنک نوشیدیم). نئرده کئلی یورین؟ (از کجامی آیی؟).
۱۳. حرف (نی) ترکی قدیم که در ترکی اوغوز و بسیاری لهجه‌های دیگر به (ی) تبدیل شده، در ترکی خلج مانند ترکی قدیم آرگو به (ن) تبدیل شده‌است. مانند: کون / قون = گوسفند که در ترکی قدیم، کونی / قونی و در ترکی امروزی کویون و در لهجه آذربایجانی قویون گفته می‌شود.
عبدالله واشقانی فراهانی در کتاب مبانی دستور زبان خلچی (خلچ تیلی بیلکی سی قوراقی) توضیحات مبسوطی درباره ویژگیهای این زبان داده است.

## کتابهای تحقیقی
بجز فرهنگ خلجی-آلمانی، کتابی دیگری توسط عبدالله واشقانی فراهانی نوشته شده است با عنوان مبانی دستور زبان خلچی: خلچ تیلی بیلکی سی قوراقی. در این کتاب اطلاعات جالبی همراه با اشعار و جملات خلجی وجود دارد.

## ریخت‌شناسی و صرف

### صرف حالت‌های اسم
| حالت                   | پسوند                   | هوْتون «هیزم» | بوُغدا «گندم» | کؤز «چشم» | هاغاچ «درخت» | یئر «زمین» | اشکه «الاغ» |
| ---------------------- | ----------------------- | ------------ | ------------ | --------- | ------------ | ---------- | ----------- |
| اسمی (آتلوق حال)       | —                       | هوْتون        | بوُغدا        | کؤز       | هاغاچ        | یئر        | اشکه        |
| مفعولی (اثرلیغ حال)    | -ـی، -ـیٛ،-ـوُ، -ـوٚ، -ـینْ | هوْتونوُ       | بوُغداینْ      | کؤزوٚ      | هاغاچیٛ       | یئری       | اشکه‌ینْ      |
| مالکیت (اؤیدوٚلوک حال)  | -ـینْ، -ـیٛنْ، -ـوُنْ، -ـوٚنْ  | هوْتونوُنْ      | بوُغداینْ      | کؤزوٚنْ     | هاغاچیٛنْ      | یئرینْ      | اشکه‌ینْ      |
| متممی (یانلوق حال)     | -قا، -که                | هوْتون‌قا      | بوُغداقا      | کؤزکه     | هاغاچ‌قا      | یئرکه      | اشکه‌که      |
| مکانی (یئرلیغ حال)     | -ـچا، -ـچه              | هوْتونچا      | بوُغداچا      | کؤزچه     | هاغاچچا      | یئرچه      | اشکه‌چه      |
| افتراقی (هادورلوق حال) | -ـدا، ـده               | هوْتوندا      | بوُغدادا      | کؤزده     | هاغاچدا      | یئرده      | اشکه‌ده      |

### ضمیرها
ضمیرهای شخصی در خلجی یا تنها و مستقل هستند، که به مانند اسم‌ها حالات مختلف به خود می‌گیرند و صرف می‌شوند، یا پسوند هستند.
|         | من   | تو    | او      | ما     | شما    | آن‌ها          |
| ------- | ---- | ----- | ------- | ------ | ------ | ------------- |
| اسمی    | مَن   | سَِن    | اوْ / اوُ | بیز    | سیز    | اوْلار / اوُلار |
| مفعولی  | مَنی  | سَِنی   | اونو    | بیزی   | سیزی   | اولاریٛ        |
| مالکیت  | مَنیم | سَنینْ  | اونوینْ  | ‌ بیزیم | سیزینْ  | ‌اوللارینْ      |
| متممی   | مَنکه | ‌سَنکه  | اوقا    | ‌بیزکه  | ‌سیزکه  | اوللارقا      |
| مکانی   | مَنچه | سَنچه  | ‌اوچا    | ‌بیزچه  | ‌سیزچه  | ‌اوللارچا      |
| افتراقی | مَنده | ‌ سَنده | ‌ اودا   | ‌بیزده  | ‌ سیزده | ‌ اوللاردا     |

|                                    | ضمیر  | پسوند مالکیتی                                       | پسوند فعل ماضی                         | پسوند فعل مضارع |
| ---------------------------------- | ----- | --------------------------------------------------- | -------------------------------------- | --------------- |
| من (اول شخص مفرد)                  | مَن    | -ـم / -ـیٛم / -ـیم / -ـوُم / -ـوٚم                     | -ـوُم / -ـوٚم                            | -ـوم            |
| تو (دوم شخص مفرد)                  | سَن    | -ـیٛنْ / -ـینْ / -ـوُینْ / -ـوٚینْ                         | -ـیٛنْ / -ـینْ / -ـوُینْ / -ـوٚینْ            | -ـونْ / -ـوینْ    |
| او (اول شخص مفرد)                  | او    | -ـ(ـسـ)ـیٛ / -ـ(ـسـ)ـی / -ـ(ـسـ)ـوُ / -ـ(ـسـ)ـوٚ       | -ـیٛ / -ـی / -ـوُ / -ـوٚ                  | -ـر             |
| ما (اول شخص جمع)                   | بیز   | -ـ(ـیٛـ)ـمیٛز / -ـ(ـیـ)ـمیز / -ـ(ـوُ)ـموز / -ـ(ـوٚ)ـموز | -ـوُق / -ـوٚک                            | -ـوْق / -ـؤک     |
| شما (دوم شخص جمع یا مفرد محترمانه) | سیز   | -ـ(ـیٛـ)ـنْیٛز / -ـ(ـیـ)ـنْیز / -ـ(ـوُ)ـنْوز / -ـ(ـوٚ)ـنْوز | -ـیٚز -ـیٛنْیٛز / -ـینْیز / -ـوُنْیٛز / -ـوٚنْیز | -ـوْیز / -ـوینْیز |
| آن‌ها (سوم شخص جمع)                 | اولار | ـلاری / -لری / -ـیٛلاری / -ـیلری / -ـوُلاری / -ـوٚلری  | -ـیٛ‌لار / -ـی‌لر / -ـوُلار / -ـوٚلر        | -ـرلار / -ـرلر  |